# Ак'яр Джамі
Ак'яр Джамі (крим. Aqyar Cami) — соборна мечеть у місті Севастополі. Розташована в Ленінському районі міста за адресою: вулиця Кулакова, 31. Споруджена протягом 1909–1914 років за проектом міського архітектора Севастополя — Олександра Михайловича Вейзена.

## Історія

### Передісторія
У 1900 році на території Севастопольського градоначальства проживало 63 тисячі 117 осіб, із них 957 мусульман. На початку XX століття місто активно розбудовувалось, особливо влада заохочувала зведення культових установ. Відкрилися нові православні храми, лютеранська кірха, будувалася караїмська кенаса.
Представники мусульманського товариства двічі в 1901 і 1905 роках клопотали перед міською управою про виділення ділянки землі для будівництва мечеті. У 1907 році було отримано дозвіл на споруду великої мечеті на Соборній вулиці, поруч із жіночою гімназією (нині район вулиці Суворова на Центральному пагорбі). Однак рішення було змінено, і закладка мечеті відбулася у присутності градоначальника Кульстрема С. К., представників адміністрацій громадських установ, мусульманського духовенства, офіцерів-мусульман севастопольського гарнізону та інших запрошених 28 червня 1909 року на вулиці Азовській, 43 (нині Кулакова, 31).

### Будівництво і відкриття
Мечеть споруджувалася підрядним способом, підрядником Абрамовим, за участю будівельного комітету на чолі з Сеїт-Алі Сенаджієвим. На будівництво було асигновано з вакуфного капіталу 14 тисяч рублів. Інші кошти були зібрані шляхом добровільних пожертвувань, які надходили в місцеве мусульманське товариство.
Напис над порталом мечеті говорить про те, що мечеть будувалася з 1909 по 1912 рік у пам'ять імператора Олександра III. Однак фактично — з об'єктивних причин: через складну економічну і політичну обстановку у країні (вибори до Державної думи, війна на Балканах), і як наслідок — брак коштів — будівництво мечеті затягнулося ще на два роки, хоча іноді в недобудованій мечеті по великих святах проходили богослужіння (наприклад, на 100-річчя війни 1812 року).
Урочисте відкриття та освячення мечеті відбулася 20 квітня 1914 року. Мечеть була прикрашена прапорами, килимами та гірляндами квітів. На відкритті були присутні тимчасовий генерал-губернатор, головний командир севастопольського порту і начальника гарнізону Севастополя віце-адмірал М. С. Маньковський, градоначальник міста С. І. Бурлей, комендант севастопольської фортеці генерал-майор Коркашвілі, поліцмейстер Бочаров, міський голова М. Ф. Єргопуло, бахчисарайський голова Кримтаєв, турецький консул Ахмед-Джаміль-бей, архітектор градоначальства Г. П. Долін, члени управи, гласні міської думи, представники мусульманського духовенства, офіцери-мусульмани севастопольського гарнізону та інші. Мечеть мала подвійний статус: була цивільної та військової одночасно.

### Діяльність
Муллою цивільного населення став Рахімов Юсуф Ісмаїлович, анухом (військовим священиком) Чорноморського флоту — Мухамед-Захір Замалетдінов. При мечеті було відкрито Товариство допомоги бідним мусульманам, діяла мусульманська школа — мектеб, де в 1913 році навчалося 39 учнів.
Із захопленням радянською владою у Севастополі у 1920 році мечеть була передана в оренду мусульманам міста і діяла до її закриття у 1938 році. Спочатку вона використовували як склад, потім деякий час будинок використовували як кінотеатр. Під час німецько-радянської війни будівля сильно постраждала. У 1946 році місто віддало будівлю мечеті Чорноморському флоту. Щоб не видно було, що це мечеть, у 1948 році двома танками і канатом був повалений мінарет. Усі написи арабською та російською мовами, а також зубчики по периметру, були знищені. У будівлі почав працювати Архів Чорноморського флоту.
Із здобуттям незалежності України, мечеть повернули мусульманській громаді міста. Починаючи з 1992 року, тут регулярно проводяться мусульманські служби. Пізніше на пожертвування вірян почалося планомірне відновлення мечеті. У 2000 році турецькими будівельниками за проектом збудований новий мінарет. Висота його від землі — 40 метрів, від даху мечеті — 26 метрів. Нині в будівлі проводяться всі необхідні релігійні обряди, а сама мечеть відтворена практично в первозданному вигляді.

## Галерея

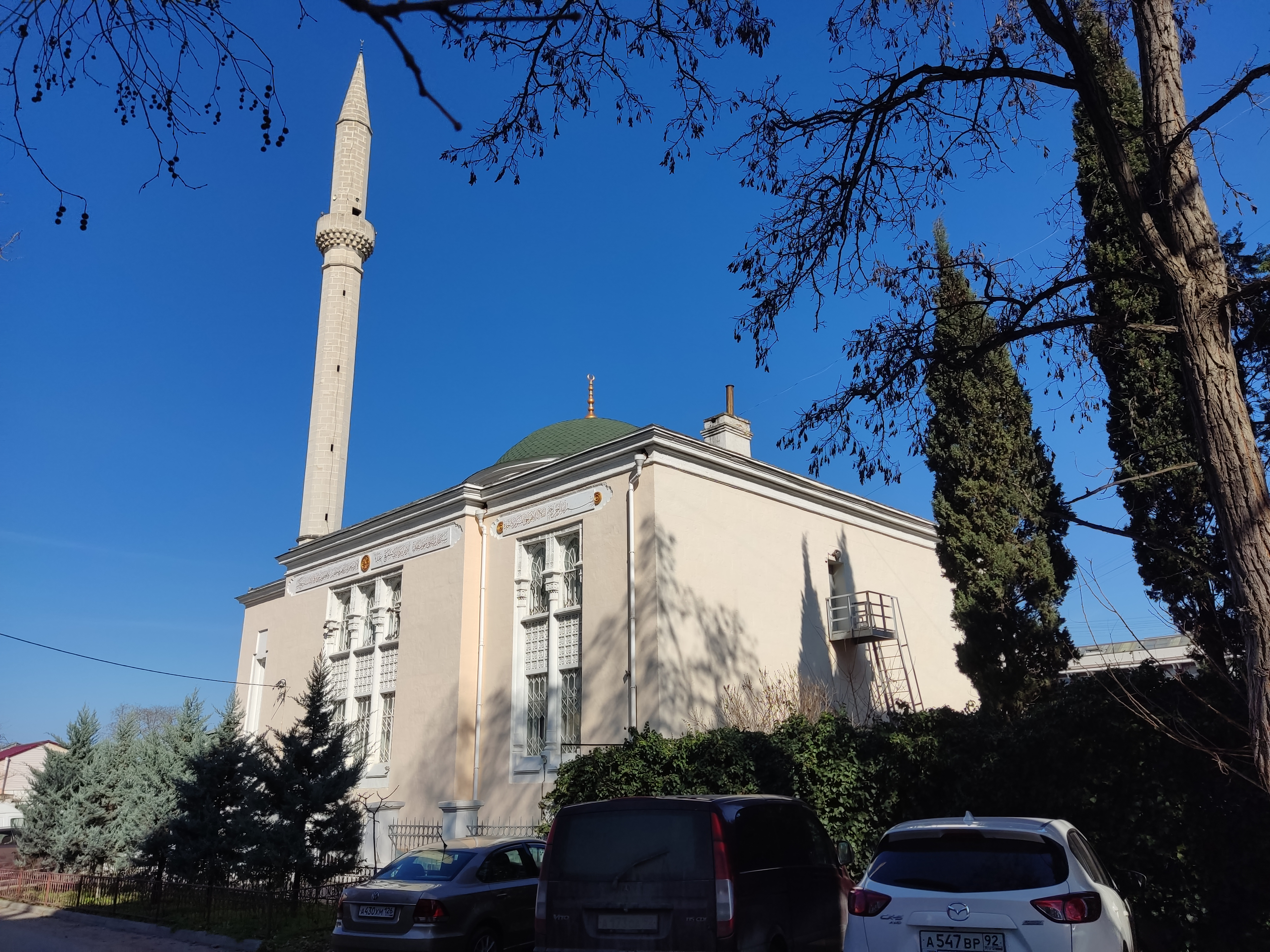
Ак'яр Джамі, 2022 рік
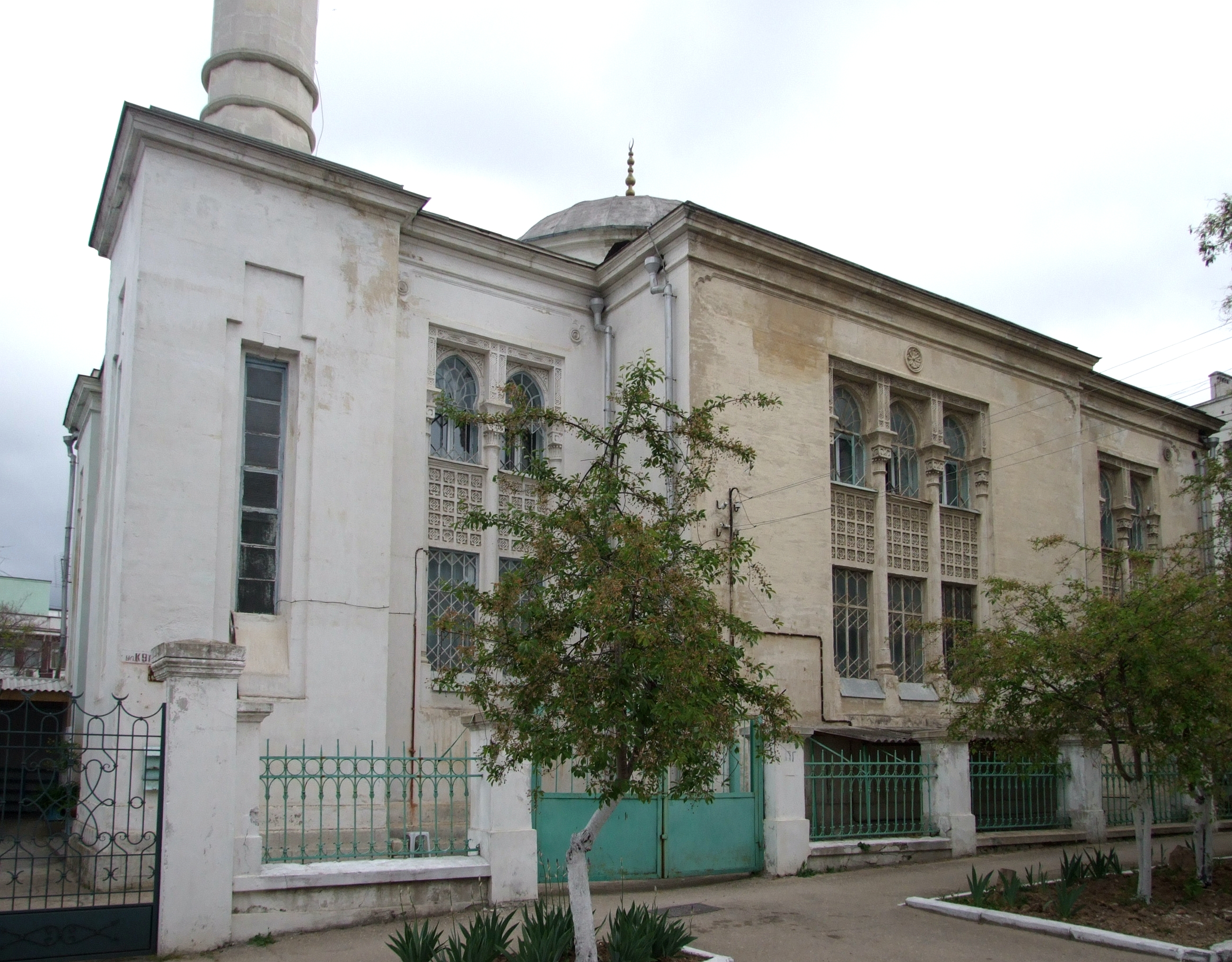
Ак'яр Джамі, 2010 рік
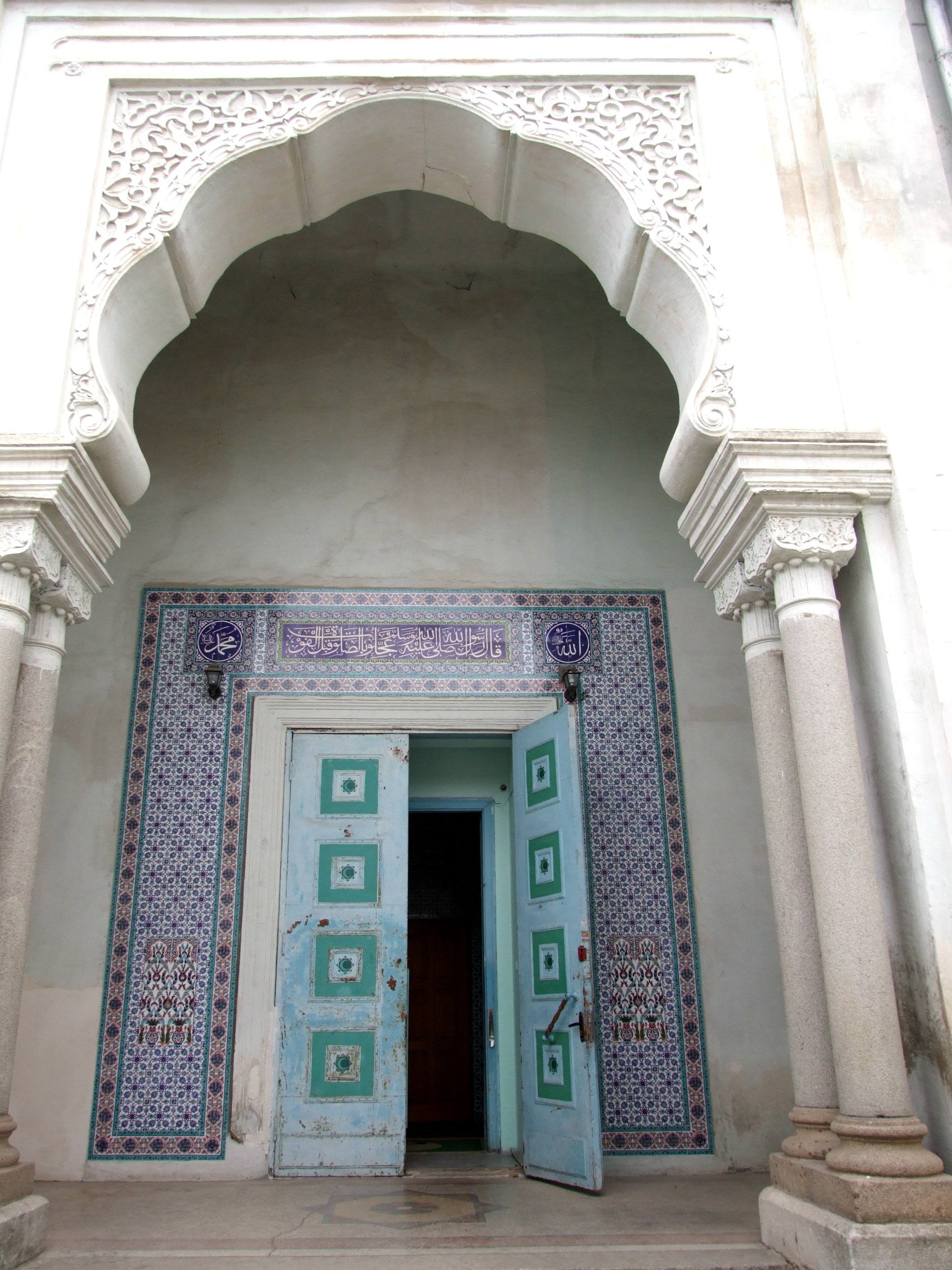
Вхід до мечеті, 2010 рік
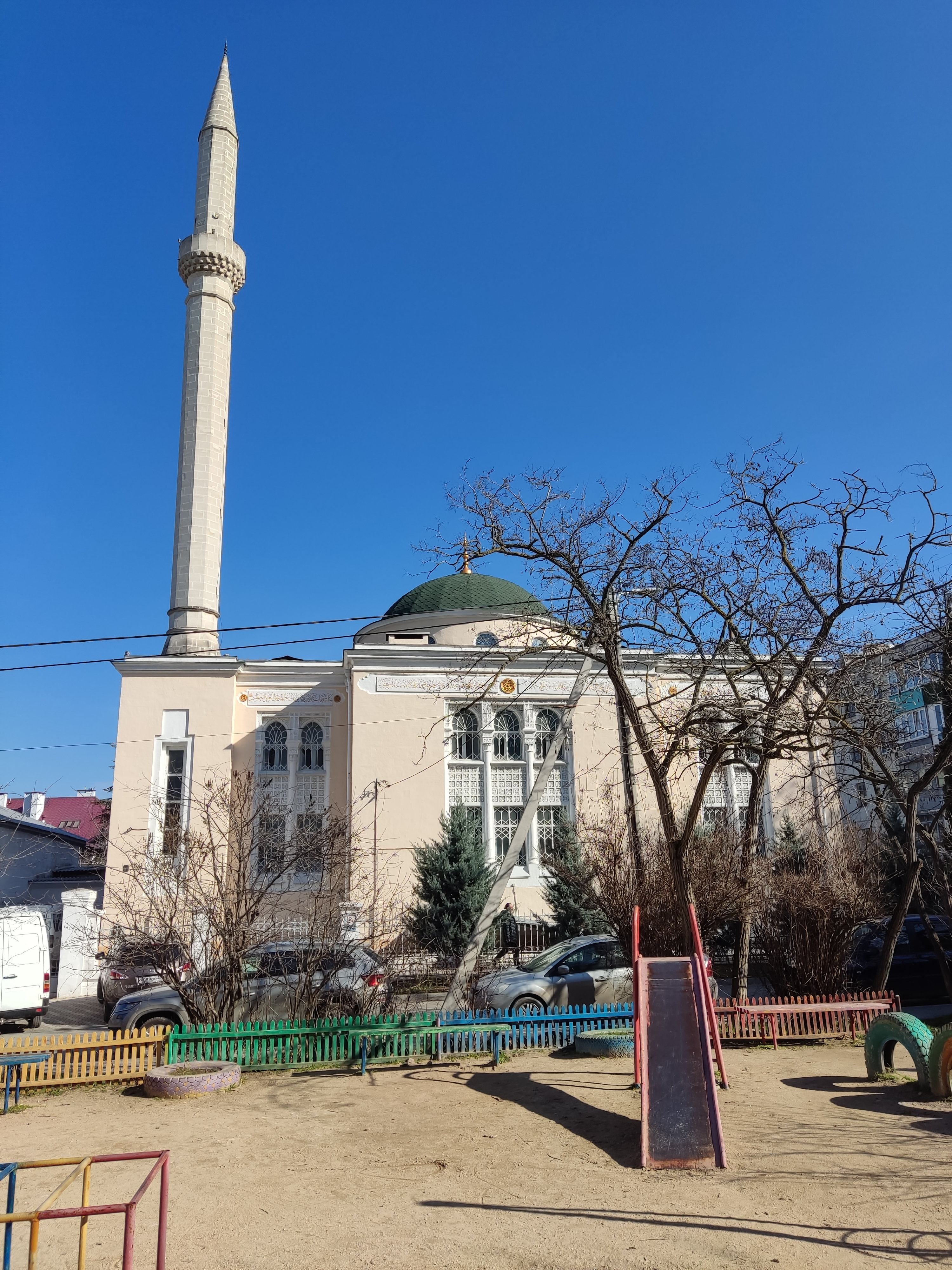
Ак'яр Джамі, 2022 рік